# Carriço
Pour le footballeur portugais né en 1943, voir Carriço (football).
Carriço est une freguesia portugaise située dans le District de Leiria.
Avec une superficie de 84,83 km2 et une population de 3 872 habitants (2001), la paroisse possède une densité de 45,6 hab/km2.